# Romy (Sängerin)

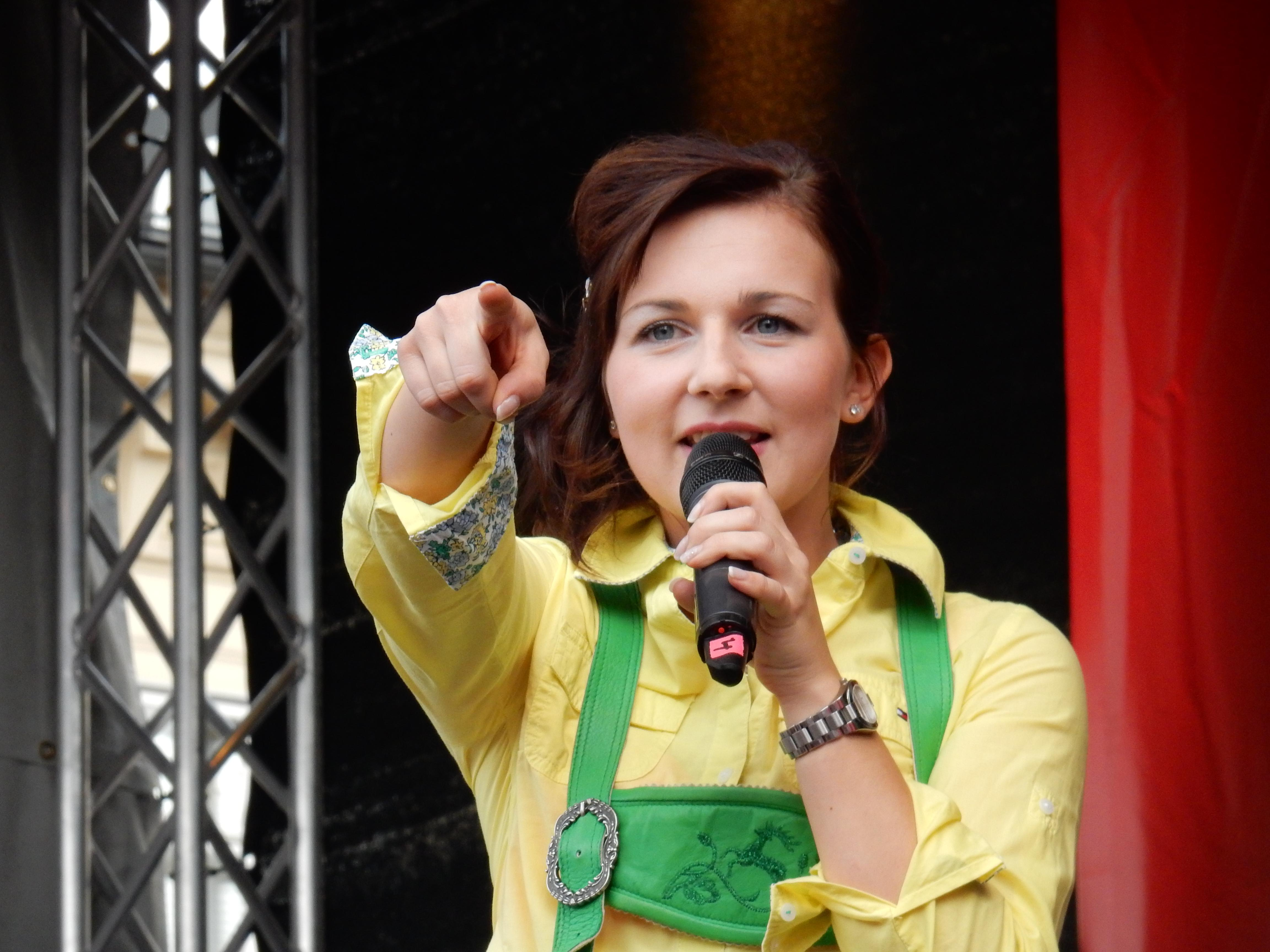
Romy (Linzer Krone-Fest 2015)

Romana Dadlhuber, seit 2005 auch Romy genannt (* 27. Juli 1989), ist eine deutsche Fernsehmoderatorin und volkstümliche Schlagersängerin.

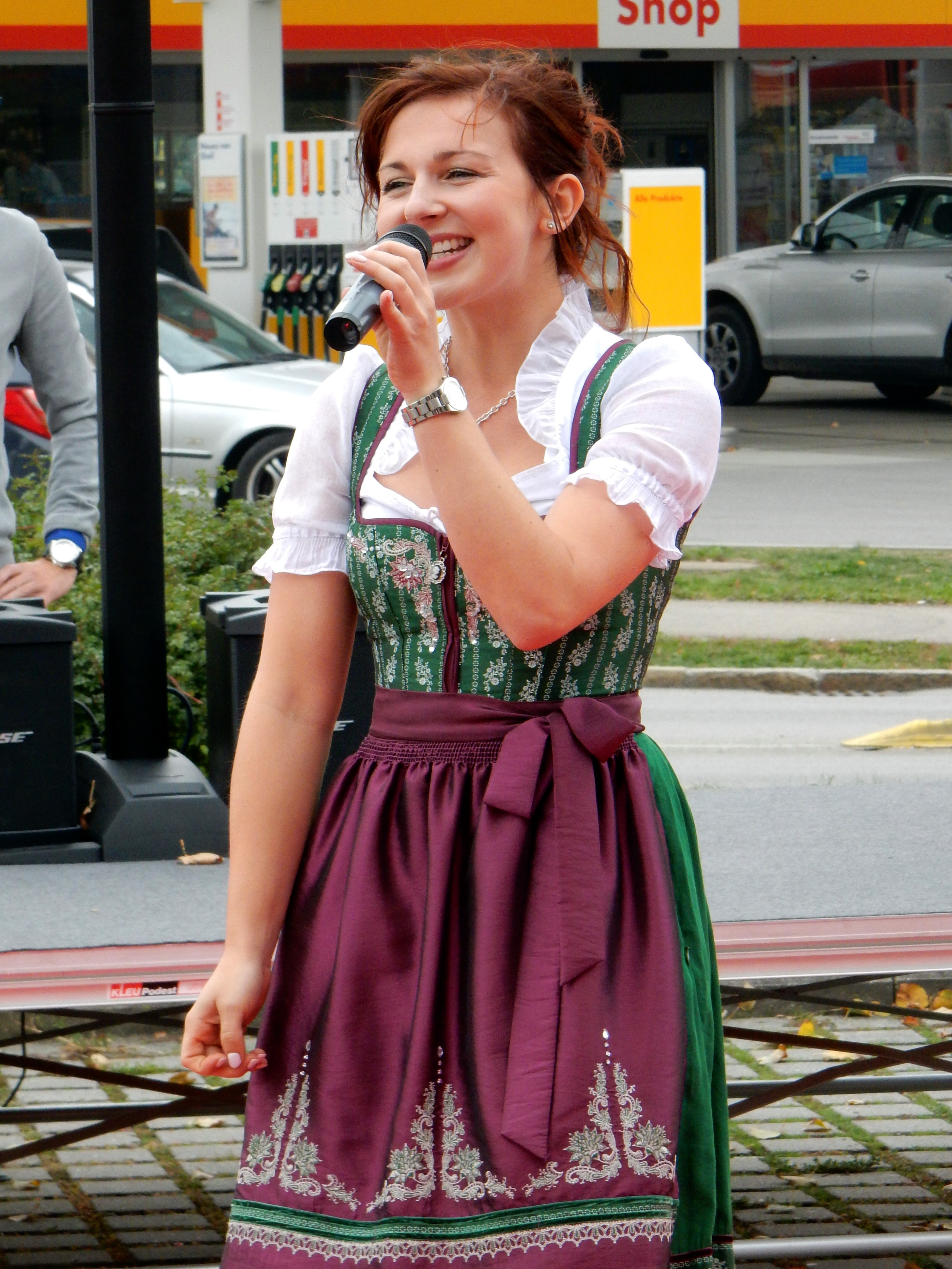
Romy (in Pocking 2015)

## Leben
Romana Dadlhuber wurde als Tochter von Helmut und Gerti Dadlhuber geboren. Im Alter von sechs Jahren entdeckte die österreichische Komponistin Hanneliese Kreißl-Wurth Dadlhubers musikalische Fähigkeiten bei einer Kindergarten-Jubiläumsfeier. Noch im gleichen Jahr hatte sie ihren ersten Bühnenauftritt bei der Musikantenparade in Pocking, und bald folgte der erste Fernsehauftritt beim „Fröhlichen Alltag“ (SWR) im Europa-Park. Mit dem „Sat1-Fernsehhund“ „Kommissar Rex“ und dem Titel Mein Rex ist der liebste Hund der Welt tourte sie 1996/1997 durch TV-Sendungen. Im Jahr 2001 nahm sie gemeinsam mit Frank Petersen den Titel So wie Du auf und beide wurden zum Sieger der Schlagerparade der Volksmusik in der ARD gekürt. Nach weiteren Auszeichnungen nutzte Dadlhuber die Gelegenheit, sich auch als Co-Moderatorin bei der Herbert-Roth-Gala sowie der Wernesgrüner Musikantenschenke (beide MDR) unter Beweis zu stellen. In diesem Zusammenhang ist Romy bundesweit bekannt geworden, nachdem Stefan Raab einen Interview-Ausschnitt aus der Wernesgrüner Musikantenschenke in seiner Sendung TV Total präsentiert hat. Mit ihrem anschließenden Hit I bin a bayrisches Girl kam ihr Durchbruch.
Anlässlich der Veröffentlichung des vierten Soloalbums 10 Jahre Bühne legte sich Romana Dadlhuber „Romy“ als Künstlernamen zu. Des Weiteren nahm Romy zweimal am deutschen Vorentscheid zum „Grand Prix der Volksmusik“ (ZDF) teil und war zudem Gast beim „Musikantenstadl“ (ORF, ARD, SF).
2005 übernahm Romy die Co-Moderation bei Wernesgrüner Musikantenschenke – Unterwegs in Slowenien.
Romy singt auf Bairisch und Hochdeutsch. Ab 2006 ging Romy mehrfach auf Tournee in den USA, Kanada und Georgien.
Nach dem im Jahr 2009 bestandenen Abitur schloss sie ein Studium der Kommunikationswissenschaft in Salzburg mit einem Bachelorabschluss ab und absolvierte ihren Master in Medien und Kommunikation an der Universität in Passau. Seit 2012 leitet sie das familieneigene Hotel in Pfarrkirchen.
2018 veröffentlichte Romy ihr Kochbuch Geschmack von Heimat, in dem sie Rezepte aus Niederbayern gemeinsam mit ihrem Vater und ihrer Großmutter Rosa niedergeschrieben hat.
Seit November 2014 hatte Romy ihre eigene TV-Sendung Romys Welt auf TRP1. Später wechselte sie damit zu Donau TV, heute Niederbayern TV.
2020 feierte sie ihr 25-jähriges Bühnenjubiläum.
Romy ist Botschafterin des Mehrgenerationenhauses Arnstorf. Sie ist als Moderatorin für MelodieTV, NiederbayernTV, VolksmusikTV und das DeutscheMusikfernsehen tätig sowie für den Radiosender Inn-Salzach-Welle.

## Diskografie
Alben
- 1998 Romana – So wie Herr Clayderman
- 1999 Romana – Bald feiern wir ein Fest
- 2001 Romana – A bayrisches Girl
- 2003 Romy – Große Träume
- 2005 Romy – 10 Jahre Bühne
- 2007 Romy & Christian – 1000 Fragen an die Liebe (mit Christian Gebhardt)
- 2007 Romy – Küssen muß er können
- 2009 Romy – I hab’ mi total in Di verschaut
- 2014 Romy – Farbenspiel Leben
- 2017 Romy – Frisch, Frech & Bayrisch
- 2019 Romy – Dahoam is am schönsten[12]

Maxi-CD
- 2010 Romy – Schee, dass Di gibt (mit 3 Liedern + Video)

DVD
- 2005 Romy – Highlights aus über 10 Jahren